# 維克多·雨果大街 (巴黎)

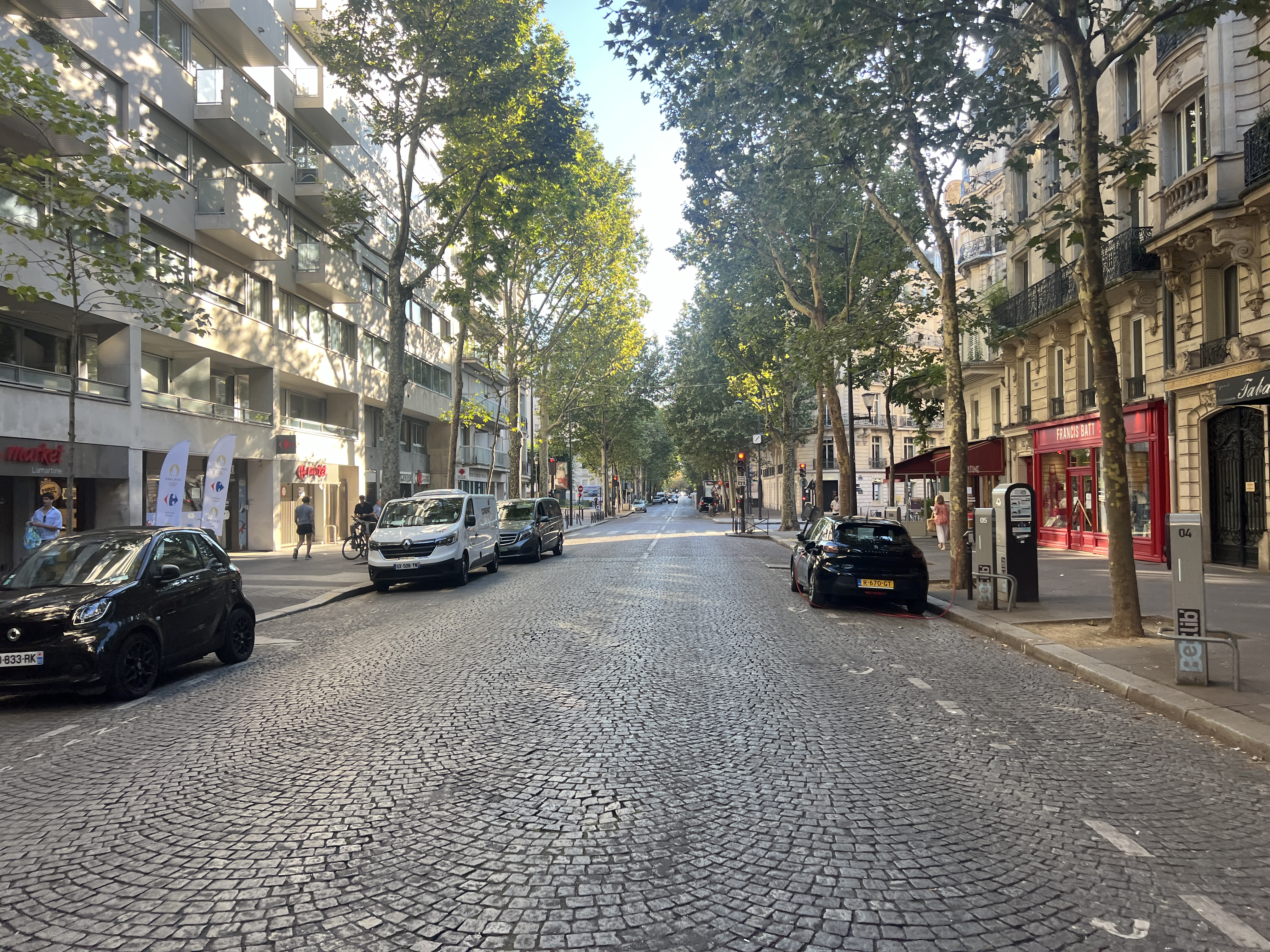
維克多·雨果大街（2024年8月）

維克多·雨果大街（Avenue Victor-Hugo）是法国巴黎十六区的一条街道，开始于戴高乐广场，终止于亨利马丁大街。这是通往凯旋门的12条大街之一，长度仅次于最长的香榭丽舍大街。其位置介于福煦大街和克勒贝尔大街之间。 
維克多·雨果大街穿过非常别致的十六区的北部，长约2千米，是巴黎最有声望的街道之一。其确切的长度是1825米，宽36米（第一段，戴高乐广场与雨果广场之间，从雨果广场到亨利马丁大街稍窄）。这条林荫大道，在亨利马丁大街路口装饰着维克多·雨果雕像。它跨越了雨果广场。
这条大街曾经称为Eylau大街和圣克卢大街（avenue de Saint-Cloud）。1881年2月28日，在法国诗人维克多·雨果79岁诞辰的第三天，这条大街命名为雨果大街。大街中段有地铁2号线的维克多·雨果站。而維克多·雨果大街124号為维克多·雨果晚年的住处，於1907年加高。 

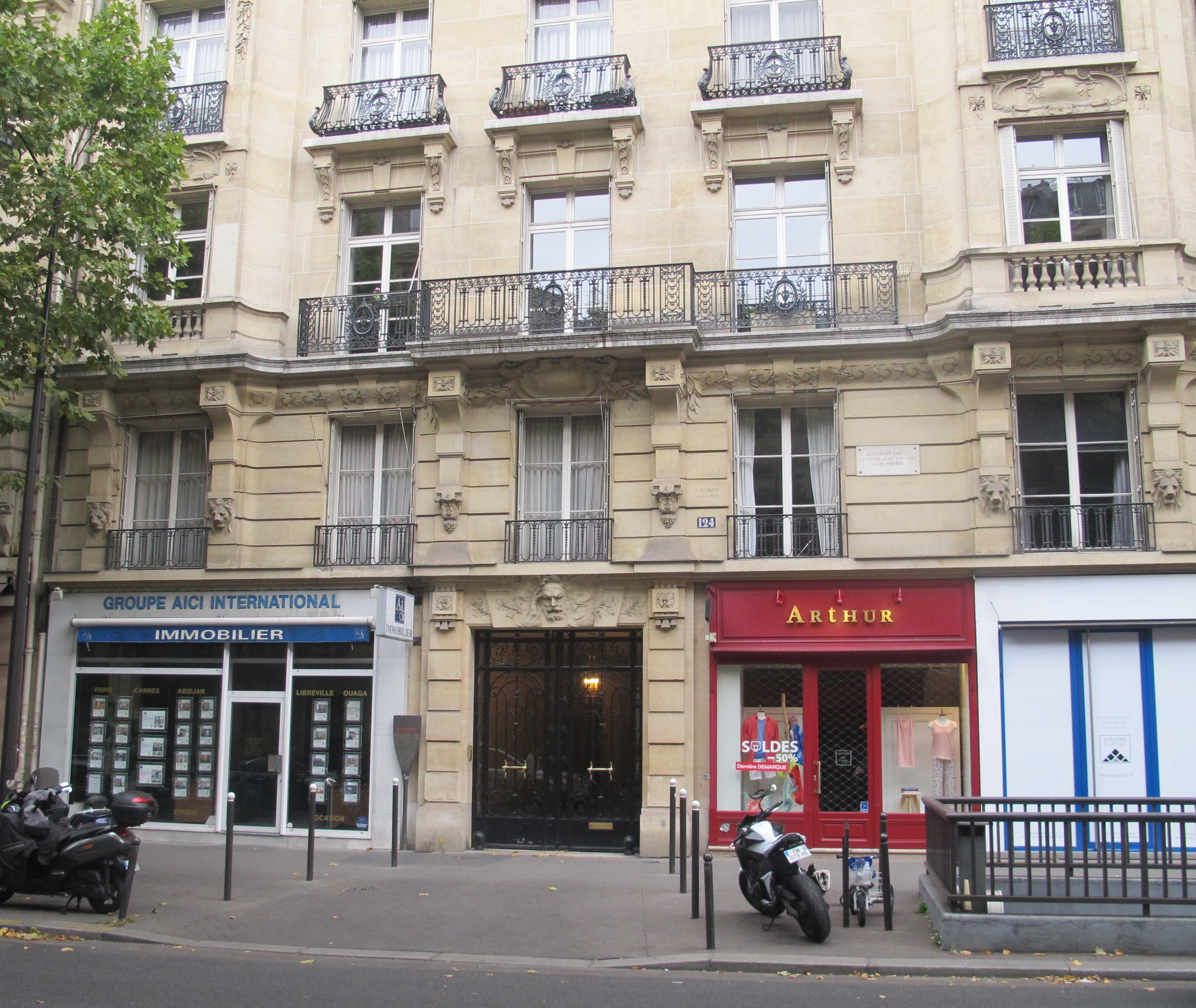
雨果大街124號（2017年7月）